# النحيتية
مدينة النحيتية الواقعة في أقصى جنوب منطقة حائل حيث أنها تعتبر البوابة الجنوبية لمنطقة حائل بتمركزها في رأس المثلث الذي يجمع منطقة حائل ومنطقة المدينة المنورة ومنطقة القصيم.

## التاريخ
النحيتية كانت قديما تسمى النحائت، وهي مجموعة من الآبار المنحوتة القديمة منذ العصر الجاهلي, حيث كانت منازل الشاعر الجاهلي زهير بن أبي سلمى ولا زالت بعض هذه الآبار موارد للمياه حتى اليوم والبعض الآخر تم الكشف عنه مؤخرا حيث وجدت مدفونة تحت الأرض، وقد ذكرها زهير بن أبي سلمى حين قال.
قفراً بمندفع النحائت مــن
ضغو آل الضـــال والسدر
وكانت النحائت ضمن بلاد غطفان حيث عاش الشاعر زهير بن أبى سلمى بينها وبين الحاجر البعائث حيث أخواله هناك، ثم تعاقبت عليها الأجيال والأجيال حتى نزلها الشيخ غادن بن مهمل المخلفي المكنى أخو منيرة

## التأسيس
وقد تأسست مدينة النحيتية في عام 1343هـ. بموجب الوثيقة المعطاة من المؤسس الملك عبد العزيز آل سعود لأميرها دبيان بن غادن شيخ مخلف من زبيد من حرب.

## النهضة العمرانية
وقد شملتها النهضة الحضارية في العهود المتوالية لحكام هذه البلاد المباركة، وبها العديد من المرافق الحيوية الهامة

## القرى التابعة
ويتبعها أكثر من 20 قرية وهجرة بالإضافة لكونها البوابة الجنوبية لمنطقة حائل

## الموقع الجغرافي
تقع جنوب منطقةحائل وتبعد عنها حوالي 240 كم.
وتبعد عن المدينة المنورة حوالي 283 كم. وعن محافظة عقلة الصقور 100 كم.

## السكان
يبلغ عدد سكان مدينة النحيتية والقرى التابعة لها أكثر من 8،000 نسمة. وسكانها مخلف من زبيد من قبيلة حرب.

## المناخ
المناخ قاري صحراوي، حار جاف صيفًا بارد مُمطر شتاء، وتبلغ درجة الحرارة صيفًا 45°م، وفي الشتاء تصل 3- مادون الصفر ومتوسط سقوط المطر 145 ملم.